# Hem Reaksmey
Hem Reaksmey (ur. 6 września 1983, Phnom Penh) – kambodżańska pływaczka, najmłodsza uczestniczka Letnich Igrzysk Olimpijskich 1996. 
Hem Reaksmey dwukrotnie startowała na igrzyskach olimpijskich. W Atlancie wystąpiła w eliminacjach 100 metrów stylem klasycznym. Wystartowała w pierwszym wyścigu eliminacyjnym, w którym uzyskała czas 1:44,68, który był najgorszym w całych eliminacjach. Do wyprzedzającej jej bezpośrednio zawodniczki, którą była Anush Manukyan z Armenii, straciła prawie 25 sekund. Kambodżanka była najmłodszą uczestniczką igrzysk – w chwili startu miała ukończone 12 lat i 320 dni. 
W eliminacjach wyścigu na 50 metrów stylem dowolnym, wystartowała cztery lata później na igrzyskach w Sydney. Zajęła przedostatnie, 6. miejsce w drugim wyścigu eliminacyjnym (33,11). W łącznej klasyfikacji uplasowała się na 70. miejscu (wyprzedziła trzy sklasyfikowane zawodniczki). 
W 2005 roku wystąpiła na mistrzostwach świata, w których zajęła ostatnie, 76. miejsce w wyścigu na 50 m stylem dowolnym (35,29).
Jej bratem jest Hem Lumphat, również pływak.